# Dendropemon purpureus
Dendropemon purpureus är en tvåhjärtbladig växtart som först beskrevs av Carl von Linné, och fick sitt nu gällande namn av Krug & Urban. Dendropemon purpureus ingår i släktet Dendropemon och familjen Loranthaceae. Inga underarter finns listade i Catalogue of Life.